# Tolland County
Tolland County ist ein County im Bundesstaat Connecticut der Vereinigten Staaten mit 136.364 Einwohnern. Die größte Stadt des Countys ist Vernon. Der traditionelle Verwaltungssitz (County Seat) ist Tolland, allerdings wurden in Connecticut alle Verwaltungsfunktionen auf die Gemeinden übertragen.

## Geographie
Das County hat eine Fläche von 1080 Quadratkilometern, wovon 18 Quadratkilometer Wasserfläche sind. Es grenzt im Uhrzeigersinn an folgende Countys: Hartford County, New London County, Windham County, sowie Hampden County und Worcester County (Massachusetts).

## Geschichte
Tolland County wurde 1785 aus Teilen von Hartford County und Windham County gebildet.

## Demografische Daten
Nach der Volkszählung im Jahr 2000 lebten im County 136.364 Menschen. Es gab 49.431 Haushalte und 34.156 Familien. Die Bevölkerungsdichte betrug 128 Einwohner pro Quadratkilometer. Ethnisch betrachtet setzte sich die Bevölkerung zusammen aus 92,34 Prozent Weißen, 2,72 Prozent Afroamerikanern, 0,21 Prozent amerikanischen Ureinwohnern, 2,27 Prozent Asiaten, 0,03 Prozent Bewohnern aus dem pazifischen Inselraum und 1,08 Prozent aus anderen ethnischen Gruppen; 2,84 Prozent der Gesamtbevölkerung waren spanischer oder lateinamerikanischer Abstammung.

Alterspyramide des Tolland Countys (Stand: 2000)

Von den 49.431 Haushalten hatten 33,3 Prozent Kinder und Jugendliche unter 18 Jahre, die bei ihnen lebten. 58,0 Prozent waren verheiratete, zusammenlebende Paare, 8,0 Prozent waren allein erziehende Mütter. 30,9 Prozent waren keine Familien. 23,5 Prozent waren Singlehaushalte und in 7,7 Prozent lebten Menschen im Alter von 65 Jahren oder darüber. Die Durchschnittshaushaltsgröße betrug 2,54 und die durchschnittliche Familiengröße lag bei 3,03 Personen.
Auf das gesamte County bezogen setzte sich die Bevölkerung zusammen aus 23,1 Prozent Einwohnern unter 18 Jahren, 12,9 Prozent zwischen 18 und 24 Jahren, 30,7 Prozent zwischen 25 und 44 Jahren, 23,2 Prozent zwischen 45 und 64 Jahren und 10,2 Prozent waren 65 Jahre alt oder darüber. Das Durchschnittsalter betrug 36 Jahre. Auf 100 weibliche Personen kamen 100,6 männliche Personen, auf 100 Frauen im Alter ab 18 Jahren kamen statistisch 99,5 Männer.
Das jährliche Durchschnittseinkommen eines Haushalts betrug 59.044 USD, das Durchschnittseinkommen der Familien betrug 70.856 USD. Männer hatten ein Durchschnittseinkommen von 46.619 USD, Frauen 34.255 USD. Das Prokopfeinkommen betrug 25.474 USD. 5,6 Prozent der Bevölkerung und 2,9 Prozent der Familien lebten unterhalb der Armutsgrenze. Darunter waren 4,6 Prozent der Bevölkerung unter 18 Jahren und 5,2 Prozent der Einwohner ab 65 Jahren.

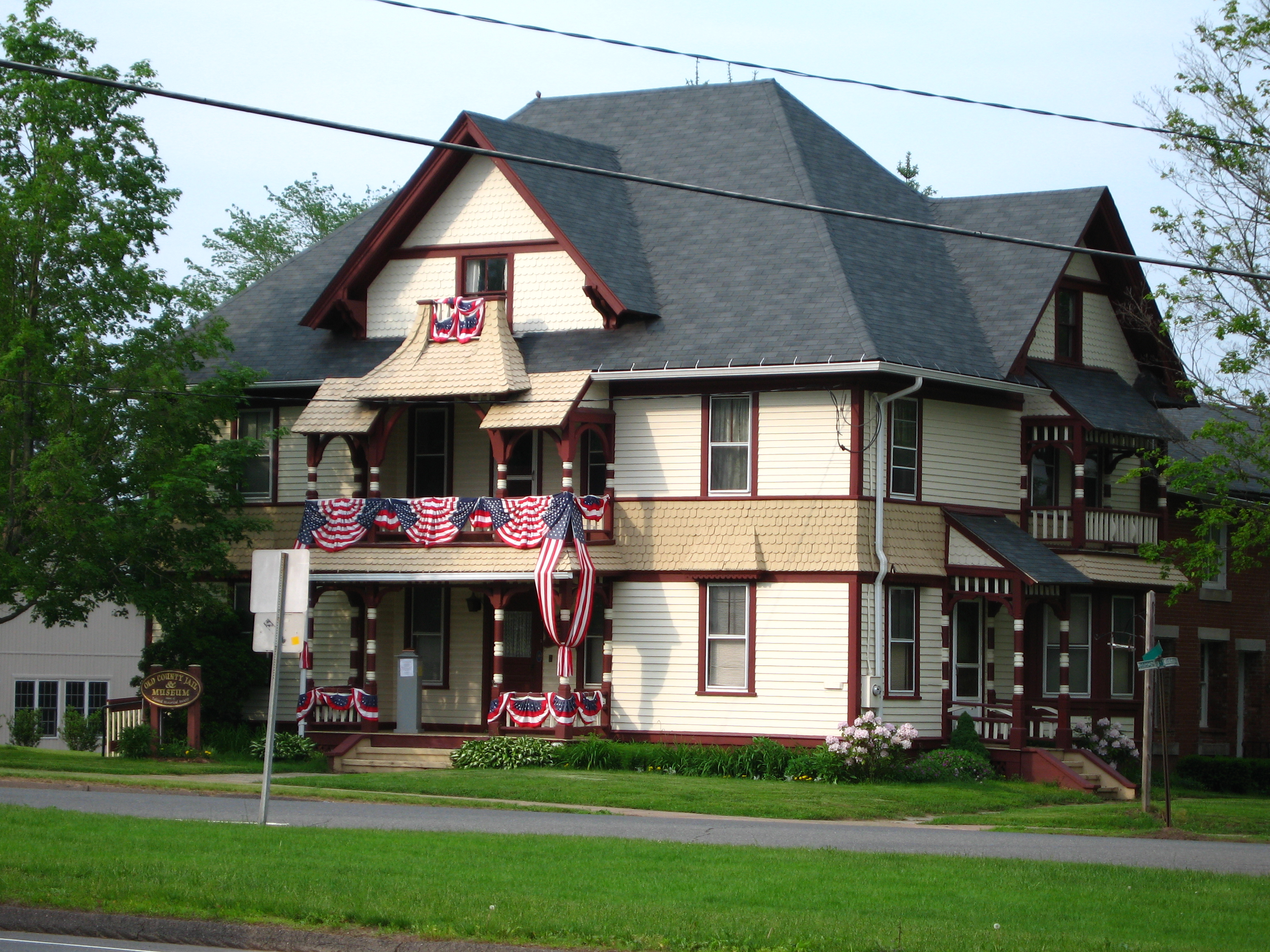
Old County Jail & Museum
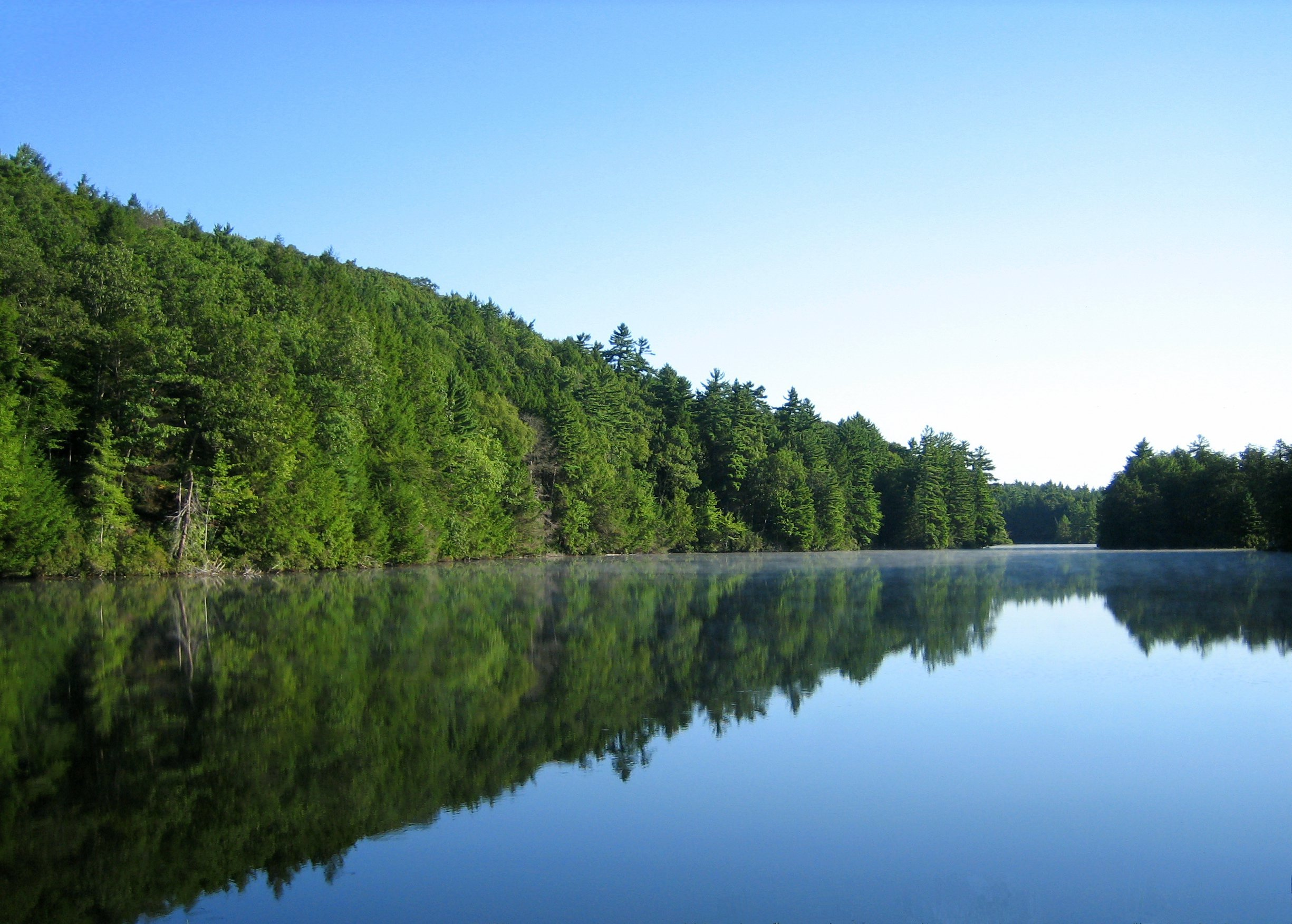
Der Bigelow Pond
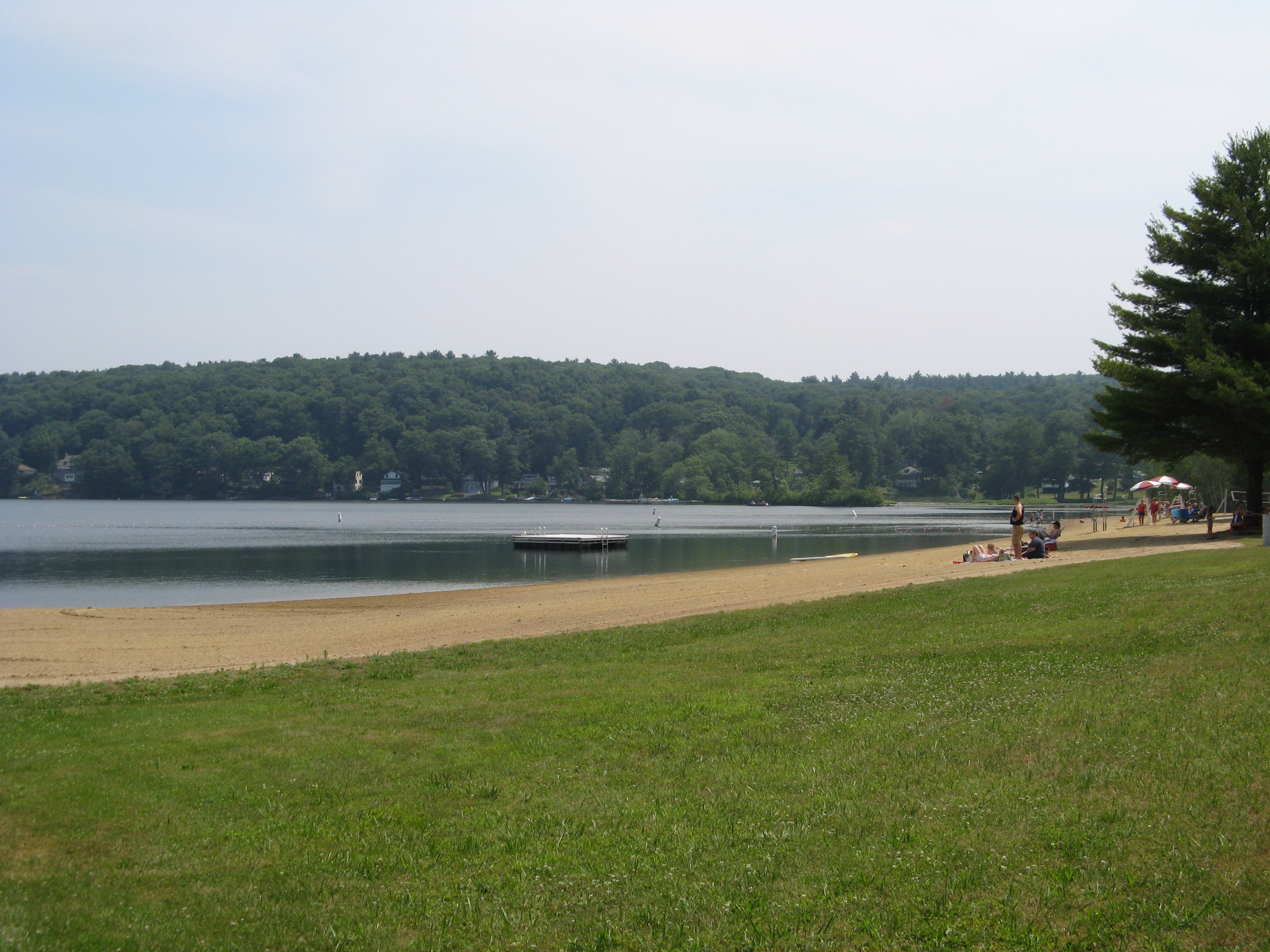
Der Crystal Lake
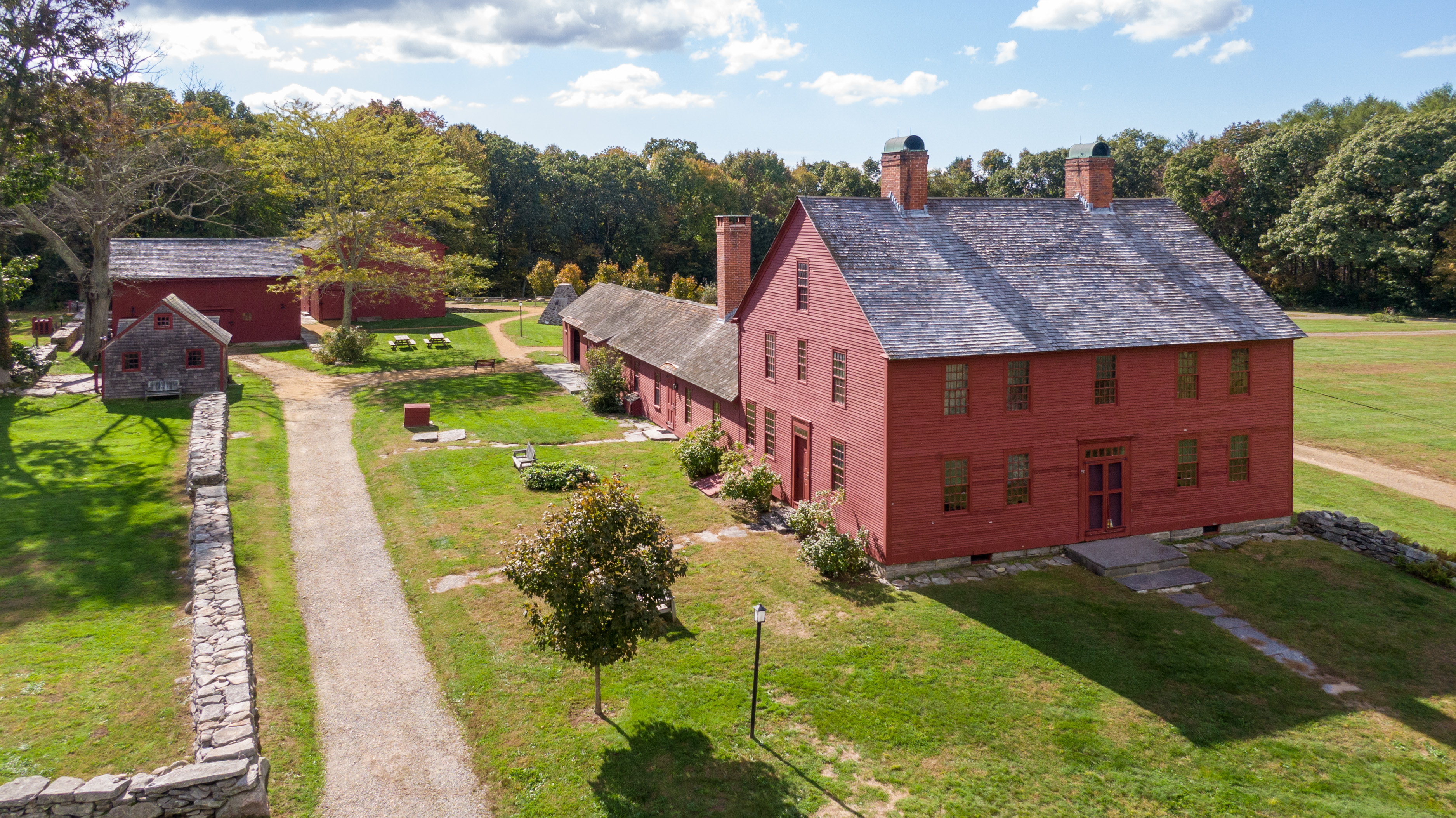
Nathan Hale Homestead in Coventry (2021). Dieses Gehöft entstand in seiner heutigen Form im Jahr 1777. Im Vorgängerbau wurde Nathan Hale geboren, der als Offizier in der Kontinentalarmee während des Amerikanischen Unabhängigkeitskriegs Bekanntheit erlangte. Im Oktober 1970 wurde das Gelände als erstes Objekt des County in das NRHP aufgenommen.

## Sehenswürdigkeiten
51 Bauwerke, Stätten und historische Bezirke (Historic Districts) im Tolland County sind im National Register of Historic Places („Nationales Verzeichnis historischer Orte“; NRHP) eingetragen (Stand 8. November 2022).

## Orte im Tolland County
- Amston
- Andover
- Atwoodville
- Bolton
- Chaffeeville
- Columbia
- Conantville
- Coventry
- Coventry Lake
- Crystal Lake
- Eagleville
- East Willington
- Ellington
- Ellithorpe
- Gilead
- Gurleyville
- Hebron
- Hope Valley
- Hydeville
- Lake View Terrace
- Mansfield Center
- Mansfield City
- Mansfield Depot
- Mansfield Four Corners
- Mansfield Hollow
- Mashapaug
- Merrow
- Mount Hope
- North Coventry
- North Somers
- Orcutts
- Quarryville
- Rockville
- Somers
- Somersville
- South Coventry
- South Willington
- Spring Hill
- Stafford
- Stafford Springs
- Staffordville
- State Line
- Storrs
- Talcottville
- Tolland
- Union
- Vernon
- West Stafford
- West Willington
- Willington Hill